# Diga di Matuze
La diga di Matuze (松瀬ダム?, Matuze damu) è una diga nella prefettura di Fukuoka, in Giappone.